# Chelan National Forest
Der Chelan National Forest ist ein ehemaliger National Forest; er wurde durch den U.S. Forest Service am 1. Juli 1908 eingerichtet, indem ein 10.087 km² großes Areal vom Washington National Forest abgetrennt wurde. Am 1. Juli 1921 wurde der erste Okanogan National Forest in das Gebiet integriert, doch wurde der Name am 23. März 1955 wieder in Okanogan National Forest geändert.